# Heldenplein Heist

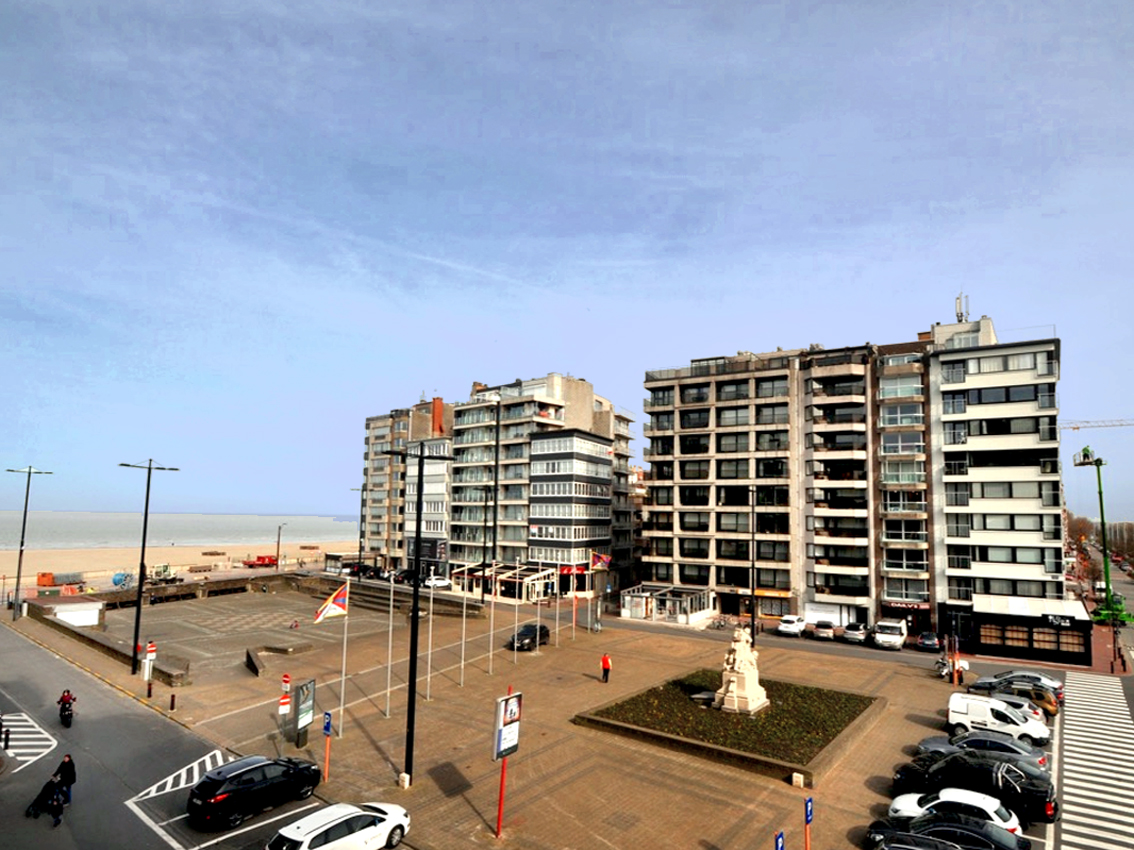
Het Heldenplein in 2018

Het Heldenplein in Heist-aan-zee is een rechthoekig plein waarvan de oorsprong teruggaat tot 1860. Het is gelegen tussen de Zeedijk en de Elisabetlaan, aan het noordelijke uiteinde van de Kursaalstraat.

## Geschiedenis
Rond het begin van de 17de eeuw lagen aan de oostkant van Heist de moerassen en schorren van Windgaete en Scaerte, die nadien volledig onder het zand verdwenen. Daar ontwikkelde zich over het verloop van een paar tientallen jaren een uitgestrekt duinengebied dat de “Grote Panne” werd genoemd en dat liep van het Albertstrand tot ongeveer het huidige Heldenplein. 
In 1860 werden de duinen ten noorden van de toenmalige dorpskom tot aan het huidige Heldenplein verkaveld. In 1868 trok de Spoorwegmaatschappij Bruges-Blankenberghe de spoorweg voor de stoomtrein vanuit Blankenberge door tot aan de plaats van het huidige Heldenplein, dat van dan af Place de la Gare werd genoemd. Op 12 juli 1868 werd het eerste station van Heist ingehuldigd. De Place de la Gare werd het centrum van een explosieve groei. Bij de eerste hotels aan het station waren het Hôtel de la Marine en Hotel du Rivage.
In 1867 verrees op de Place de la Gare, die nog altijd op de grens van de duinen lag, het Grand Hotel du Kursaal, eigendom van Pieter Demeester, een aannemer uit Heist die later ook de nieuwe kerk zou bouwen. Het gebouw wisselde een paar keer van eigenaar tot het in 1873 in handen kwam van de familie Waeyenburgh. Het hotel werd nadien uitgebreid en kreeg de naam Casino-Kursaal.
Het plein achter het Casino-Kursaal kreeg in 1921 zijn huidige naam naar aanleiding van de oprichting van het Heldenmonument voor de militaire en burgerlijke slachtoffers van de Eerste Wereldoorlog.
Bij het einde van de Tweede Wereldoorlog, op maandag 4 september, begonnen de Duitsers aan de voorbereiding van hun aftocht. De bruggen aan het Sas van Heist en verschillende militaire installaties werden opgeblazen. In de namiddag brachten ze hun munitiedepot dat in in het Casino-Kursaal was ondergebracht tot ontploffing. Duitse soldaten waakten erover dat er "op doodstraffe" niet geblust kon worden. Het gebouw brandde tot de avond en er bleef enkel een volledig uitgebrande ruïne over.
Na de oorlog werd het puin van het Casino-Kursaal geruimd. Bij gebrek aan middelen werd de put die achterbleef gelaten zoals hij was en geïntegreerd in het Heldenplein. Pas later werd er enig werk van gemaakt om “de Put”, zoals de locatie ondertussen algemeen werd genoemd, te verfraaien met bemuring, bloemperken en beplanting.
In 1986 werd op het Heldenplein voor de eerste keer Kneistival, een gratis jaarlijks muziekfestival, georganiseerd.

## Plannen
Sedert 2021 zijn rond het Heldenplein grote renovatieprojecten begonnen om de Elizabetlaan om te bouwen tot een esplanade of “groene wandelboulevard” die loopt van het Heldenplein tot aan het Vissershuldeplein. Binnen datzelfde project werd er beslist om de put aan het Heldenplein te dempen, waardoor het een open plein wordt waar een ondergrondse parkeergarage komt. Recht tegenover het plein is de Heldentoren voorzien, een flatgebouw met drie torens van 21 verdiepingen.

## Foto’s

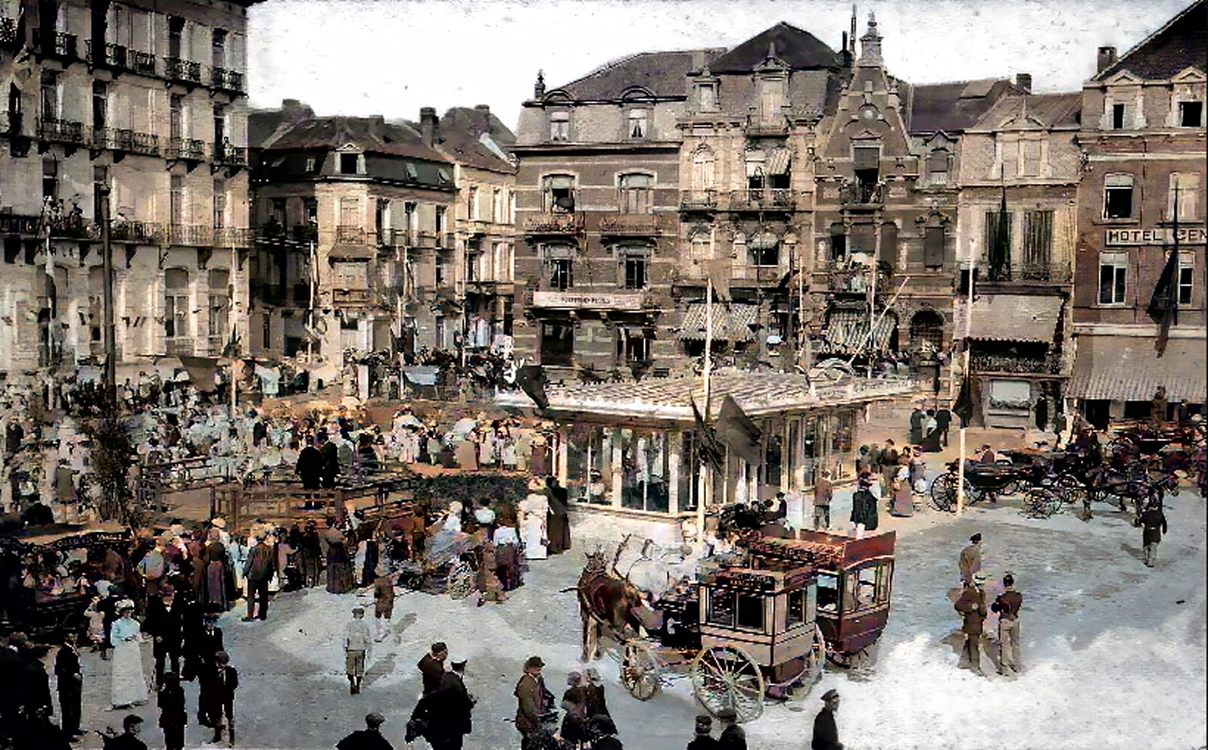
Het Heldenplein (toen Place du Gare) in 1902